# Ajla Tomljanović
Ajla Tomljanović (Zagreb, 7 mei 1993) is een Kroatisch-Australisch tennisspeelster.
Op zesjarige leeftijd begon zij met het spelen van tennis. Haar favoriete ondergrond is gravel. Zij speelt rechtshandig en heeft een tweehandige backhand. Zij is actief in het internationale tennis sinds 2007.

## Loopbaan
Als junior won Tomljanović het meisjesdubbelspel op het Australian Open 2009, samen met de Amerikaanse Christina McHale. Tomljanović bereikte de vierde plaats op de wereldranglijst voor junioren.
In juni 2007 speelde zij haar eerste ITF-toernooi in Zagreb (Kroatië), waar zij met 2–6 en 2–6 verloor van landgenote Ivana Lisjak.
In 2013 plaatste zij zich via het kwalificatietoernooi voor haar eerste grandslamtoernooi op Wimbledon. In 2014 bereikte zij de vierde ronde op Roland Garros.
In 2023 was Tomljanović negen maanden buiten bedrijf, wegens een knieblessure. In november won zij haar eerste WTA-enkelspeltitel op het WTA 125-toernooi van Florianópolis – in de finale versloeg zij de Argentijnse Martina Capurro Taborda.
In 2024 won Tomljanović haar tweede WTA-titel, op het WTA 125-toernooi van Hongkong – in de finale versloeg zij de Deense Clara Tauson.

## Nationaliteit
Tomljanović werd geboren in Kroatië, na het uiteenvallen van Joegoslavië. Vanaf juli 2014 kwam Tomljanovic uit voor Australië op de grandslamtoernooien maar, in afwachting van het Australische paspoort, nog niet op andere toernooien. Sinds februari 2018 komt zij ook op de WTA-toernooien uit voor Australië. Sinds 9 november 2019 speelt zij ook op de Fed Cup voor Australië; in totaal voor beide landen behaalde Tomljanović een winst/verlies-balans van 8–12.

## Posities op deWTA-ranglijst
Positie per einde seizoen:
| jaar | rang enkelspel | rang dubbelspel |
| ---- | -------------- | --------------- |
| 2008 | 973            | –               |
| 2009 | 353            | 380             |
| 2010 | 157            | 724             |
| 2011 | 145            | 275             |
| 2012 | 453            | 360             |
| 2013 | 78             | 299             |
| 2014 | 63             | 48              |
| 2015 | 66             | 92              |
| 2016 | 930            | 385             |
| 2017 | 151            | 370             |
| 2018 | 43             | 140             |
| 2019 | 51             | 159             |
| 2020 | 68             | 127             |
| 2021 | 45             | 141             |
| 2022 | 33             | 136             |
| 2023 | 549            | –               |

## Palmares
| Legenda                 |
| ----------------------- |
| Grandslamtoernooi       |
| Olympische Spelen       |
| Year-End Championships  |
| Premier Mandatory       |
| Premier Five / WTA 1000 |
| Premier / WTA 500       |
| International / WTA 250 |
| Challenger / WTA 125    |

### WTA-finaleplaatsen enkelspel
| nr.              | finale     | toernooi          | ondergrond | tegenstandster          | score         |         |
| ---------------- | ---------- | ----------------- | ---------- | ----------------------- | ------------- | ------- |
| gewonnen finales |            |                   |            |                         |               |         |
| 1.               | 2023-11-26 | WTA Florianópolis | gravel     | Martina Capurro Taborda | 6-1, 7-5      | details |
| 2.               | 2024-10-06 | WTA Hongkong      | hardcourt  | Clara Tauson            | 4-6, 6-4, 6-4 | details |
| verloren finales |            |                   |            |                         |               |         |
| 1.               | 2015-02-15 | WTA Pattaya       | hardcourt  | Daniela Hantuchová      | 6-3, 3-6, 4-6 | details |
| 2.               | 2018-05-05 | WTA Rabat         | gravel     | Elise Mertens           | 2-6, 6-7      | details |
| 3.               | 2018-09-23 | WTA Seoel         | hardcourt  | Kiki Bertens            | 6-7, 6-4, 2-6 | details |
| 4.               | 2019-02-03 | WTA Hua Hin       | hardcourt  | Dajana Jastremska       | 2-6, 6-2, 6-7 | details |
| 5.               | 2024-06-23 | WTA Birmingham    | gras       | Joelija Poetintseva     | 1-6, 6-7      | details |

## Resultaten grandslamtoernooien
| Legenda | Legenda                          |
| ------- | -------------------------------- |
| g.t.    | geen toernooi gehouden           |
| l.c.    | lagere categorie                 |
| –       | niet deelgenomen                 |
| G       | uitgeschakeld in de groepsfase   |
| 1R      | uitgeschakeld in de eerste ronde |
| 2R      | uitgeschakeld in de tweede ronde |
| 3R      | uitgeschakeld in de derde ronde  |
| 4R      | uitgeschakeld in de vierde ronde |
| KF      | uitgeschakeld in de kwartfinale  |
| HF      | uitgeschakeld in de halve finale |
| F       | de finale verloren               |
| W       | het toernooi gewonnen            |
| w-v     | winst/verlies-balans             |

### Enkelspel
| toernooi        | 2013 | 2014 | 2015 | 2016 | 2017 | 2018 | 2019 | 2020 | 2021 | 2022 | 2023 | 2024 |
| --------------- | ---- | ---- | ---- | ---- | ---- | ---- | ---- | ---- | ---- | ---- | ---- | ---- |
| Australian Open | –    | 2R   | 2R   | 1R   | –    | 1R   | 1R   | 2R   | 2R   | 1R   | –    | 2R   |
| Roland Garros   | –    | 4R   | 2R   | –    | 1R   | 1R   | 1R   | 1R   | 2R   | 2R   | –    | 1R   |
| Wimbledon       | 1R   | 1R   | 2R   | –    | –    | 1R   | 2R   | g.t. | KF   | KF   | –    | 1R   |
| US Open         | 2R   | 1R   | 1R   | –    | 2R   | 2R   | 2R   | 1R   | 3R   | KF   | 3R   | 2R   |

### Vrouwendubbelspel
| toernooi        | 2014 | 2015 | 2016 | 2017 | 2018 | 2019 | 2020 | 2021 | 2022 |    | 2024 |
| --------------- | ---- | ---- | ---- | ---- | ---- | ---- | ---- | ---- | ---- | -- | ---- |
| Australian Open | KF   | 2R   | 2R   | –    | 1R   | 1R   | 1R   | 1R   | –    | 2R |      |
| Roland Garros   | 1R   | 1R   | –    | 2R   | 1R   | 1R   | 2R   | 2R   | 3R   | 1R |      |
| Wimbledon       | 1R   | 3R   | –    | –    | 1R   | 2R   | g.t. | 1R   | 1R   | –  |      |
| US Open         | 3R   | 1R   | –    | 1R   | 3R   | 2R   | –    | 2R   | 1R   | 1R |      |

### Gemengd dubbelspel
| Toernooi        | 2014 | 2015 | 2016 |
| --------------- | ---- | ---- | ---- |
| Australian Open | 1R   | –    | 1R   |
| Roland Garros   | –    | –    | –    |
| Wimbledon       | –    | 2R   | –    |
| US Open         | –    | –    | –    |